# São Francisco do Oeste
São Francisco do Oeste est une municipalité brésilienne située dans l'État du Rio Grande do Norte.